# Bitva u Lutetie (383)
Bitva u Lutetie byl vojenský konflikt mezi římským císařem Gratianem a uzurpátorem Magnem Maximem, který se odehrál v místech současné Paříže v roce 383. Císař byl v bitvě poražen.

## Pozadí
Na jaře 383 vojsko v Británii provolalo za císaře svého vojevůdce Magna Maxima. Důvody vzpoury nejsou zcela jasné, nejspíš jím bylo Gratianovo protežování alanských žoldnéřů. Magnus Maximus se následně se svými vojáky přeplavil do Galie, aby se utkal s legitimním císařem Gratianem. Vylodil se v zátoce Sommy a ovládl severní Galii (dnešní Pikardii). Na Maximovu stranu se přidaly tamní vojenské sbory a podporu nalezl také u části místní aristokracie. Gratianus se původně chystal na výpravu do Raetie, aby odrazil vpád Alamanů. Nicméně v polovině června 383 se vydal z Mediolanu proti rebelům a shromáždil své vojsko poblíž Lutetie. 

## Průběh
V polovině července došlo mezi vosky ke střetu. Namísto rozhodného císařova útoku docházelo po pět dnů k vzájemným potyčkám, které nepřinášely jednoznačný úspěch. Špatně placené Gratianovo vojsko bylo zlákáno Maximovými sliby a šestého dne, když se Gratian pokusil o rozhodující útok, jej zradila jeho maurská jízda a vzápětí i legie. Gratianus zrazen vlastní armádou musel uprchnout s asi 300 jezdci, kteří mu zůstali věrni. Útočiště našel v Lugdunu (Lyon), kde byl Maximovým velitelem jezdectva Andragathiem 25. srpna 383 zavražděn. Prohraná bitva umožnila Maximovi ovládnout zbytek Galie. Všechny Gratianovy državy padly do jeho rukou. Arras, který se pokusil bránit, byl zničen a vypálen.